# Río de Las Ucés
Río de Las Ucés är ett vattendrag i Spanien.   Det ligger i regionen Galicien, i den nordvästra delen av landet, 260 km väster om huvudstaden Madrid.